# Lom Tjerkovna
Lom Tjerkovna (bulgariska: Лом Черковна) är ett distrikt i Bulgarien.   Det ligger i kommunen Obsjtina Bjala och regionen Ruse, i den centrala delen av landet, 230 km öster om huvudstaden Sofia.
Trakten runt Lom Tjerkovna består till största delen av jordbruksmark. Runt Lom Tjerkovna är det ganska glesbefolkat, med 42 invånare per kvadratkilometer.